# Xiuhtezcatl Martinez
Xiuhtezcatl Martinez (uttalas "Shu-tez-caht") eller Xiuhtezcatl Roske-Martinez , född 9 maj 2000, är en amerikansk miljöaktivist, hiphopartist och ledare inom miljöorganisationen Earth Guardians. ح
Martinez har varit miljöaktivist sedan han var sex. Han har varit engagerad i klimatfrågan, och i hur ursprungsfolk och andra marginaliserade samhällen påverkas av fossila bränslen. 
Han har talat både vid FN:s toppmöte i Rio de Janeiro (Rio+20) och vid FN:s generalförsamling i New York.
2015 var han en av 21 ungdomar som stämde USA:s federala statsmakt för att den inte gör tillräckligt mot klimatförändringarna. Naomi Klein har kallat fallet Juliana v. United States för "den viktigaste rättsprocessen på hela planeten".
Martinez har skrivit We Rise: The Earth Guardians Guide to Building a Movement That Restores the Planet (2017).
- 2013 tilldelades Xiuhtezcatl U.S. Volunteer Service Award av Barack Obama.
- 2016 fick han Children's Climate Prize i Stockholm.[10][11]
- 2018 fick han Generation Change Award på MTV Europe Music Awards.[12]